# Tour au pied d'or
La tour au pied d'or (en estonien : Kuldjala torn) est une tour des remparts de Tallinn en Estonie.

## Présentation
La tour au pied d'or est située rue Gymnaasium tänav 1a.
À gauche de la tour au pied d'or se trouve la tour du Sauna et à droite la tour derrière les Nones.
L'apparition de cette tour d'angle de l'enceinte de la ville est associée à une nouvelle étape des travaux de renforcement de la ceinture défensive en 1311-1320. Les autorités danoises ont formulé des exigences persistantes auprès du magistrat : assurer la protection des territoires monastiques, dont le monastère Saint-Pierre de Tallinn (et).
Une partie des coûts de construction devait être prise en charge par le monastère, et le magistrat était autorisé, si nécessaire, à déplacer le mur vers la mer aussi loin qu'il le jugeait opportun.
A cet effet, une partie du mur a été construite depuis l'angle du monastère jusqu'a Toompea ; sur le côté ouest du monastère, et la tour a été comme tour d'angle des remparts.
Plusieurs étapes de construction se distinguent dans l’aménagement de la tour au pied d'or.
En raison de la détérioration de la situation de la politique étrangère de la ville, les travaux sur les remparts de la ville reprennent en 1370-1372 après 1422 et probablement dans les années 1610, lorsque la hauteur finale de la tour au pied d'or atteignit 22,5 mètres. Le diamètre de la tour est d'environ 10 mètres.
Le nom de la tour de Guldene Voet remonte à 1434.
Plus tard, la zone fortifiée a été agrandie au nord de la tour et la tour Loewenschede a été construite.
Les étages supérieurs étaient utilisés à des fins de défense et les étages inférieurs comme entrepôts.
La tour à un plan au sol en forme de fer à cheval.
Des travaux de restauration des remparts de Tallinn ont commencé dans les années 1960 et Kiek in de Kök, la tour au pied d'or et la tour de la Nonne ont été restaurées.
La tour est bien conservée et ses locaux sont actuellement utilisés par l'organisation de jeunesse Kodulinn pour des expositions et des conférences.
La tour est bien conservée, elle est utilisée comme espace d'exposition, salle de conférence et de concert.
La société de chant Kuldjala, qui y donne occasionnellement des concerts, doit également son nom à la tour Kuldjala.

## Galerie

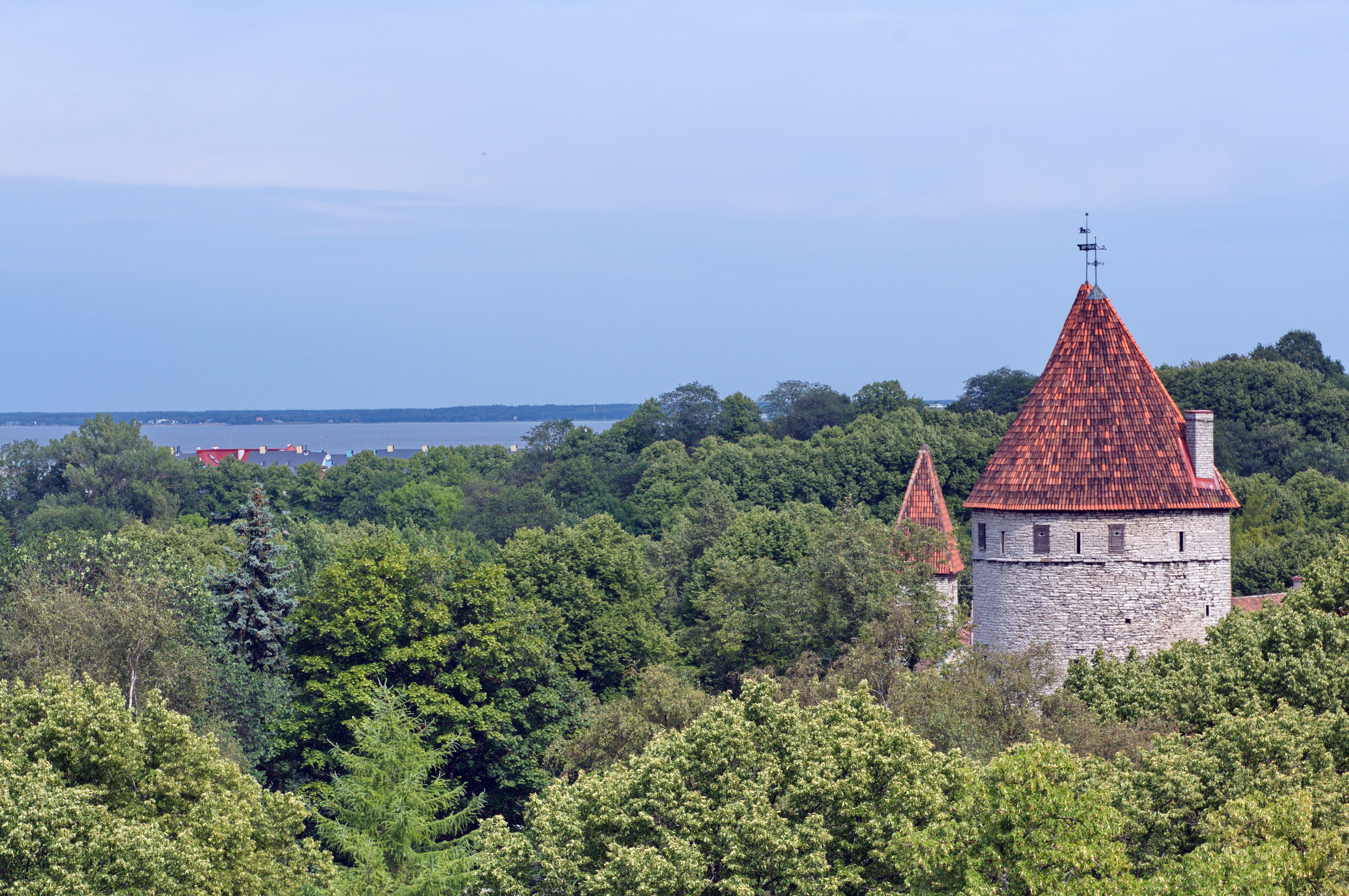
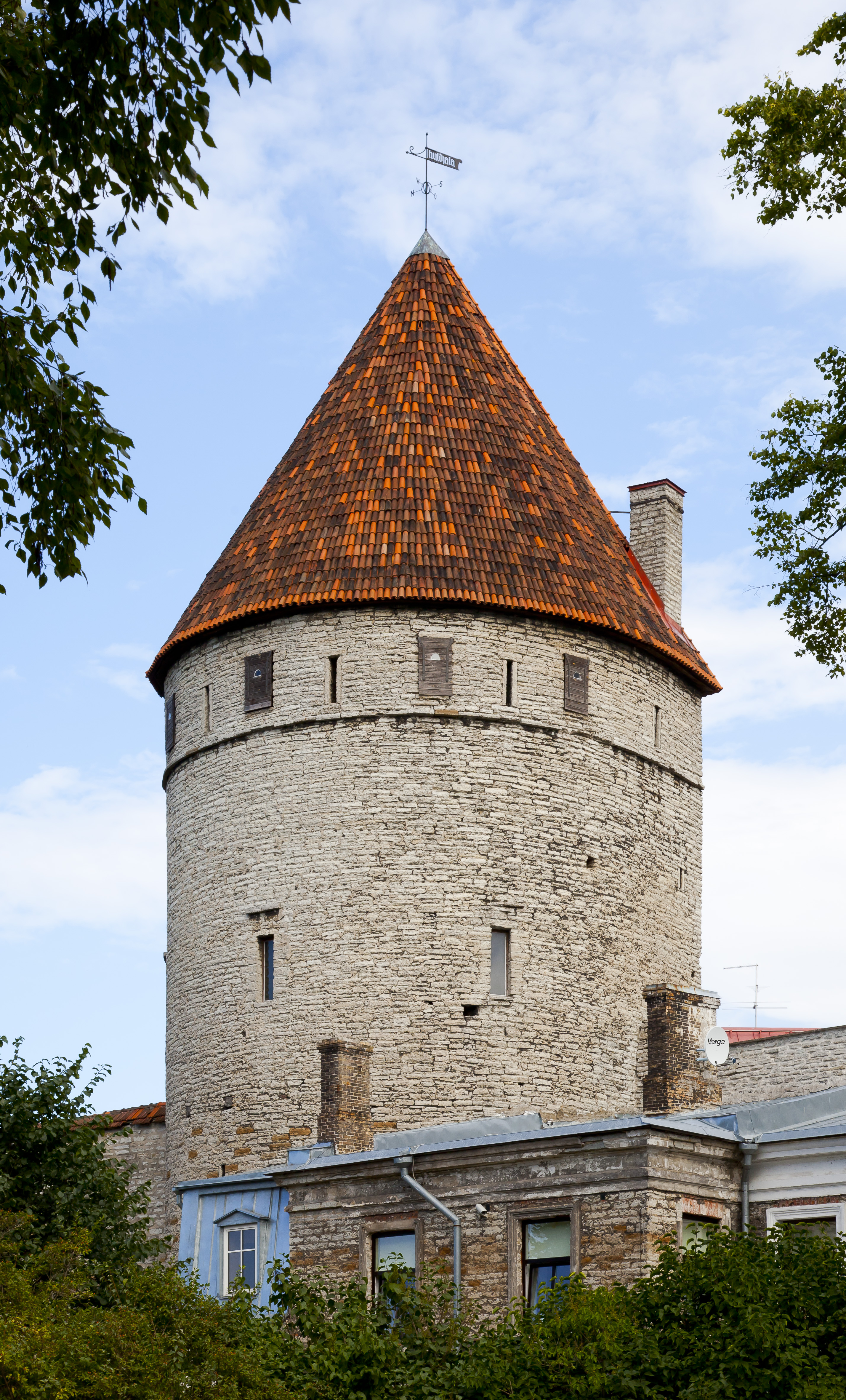
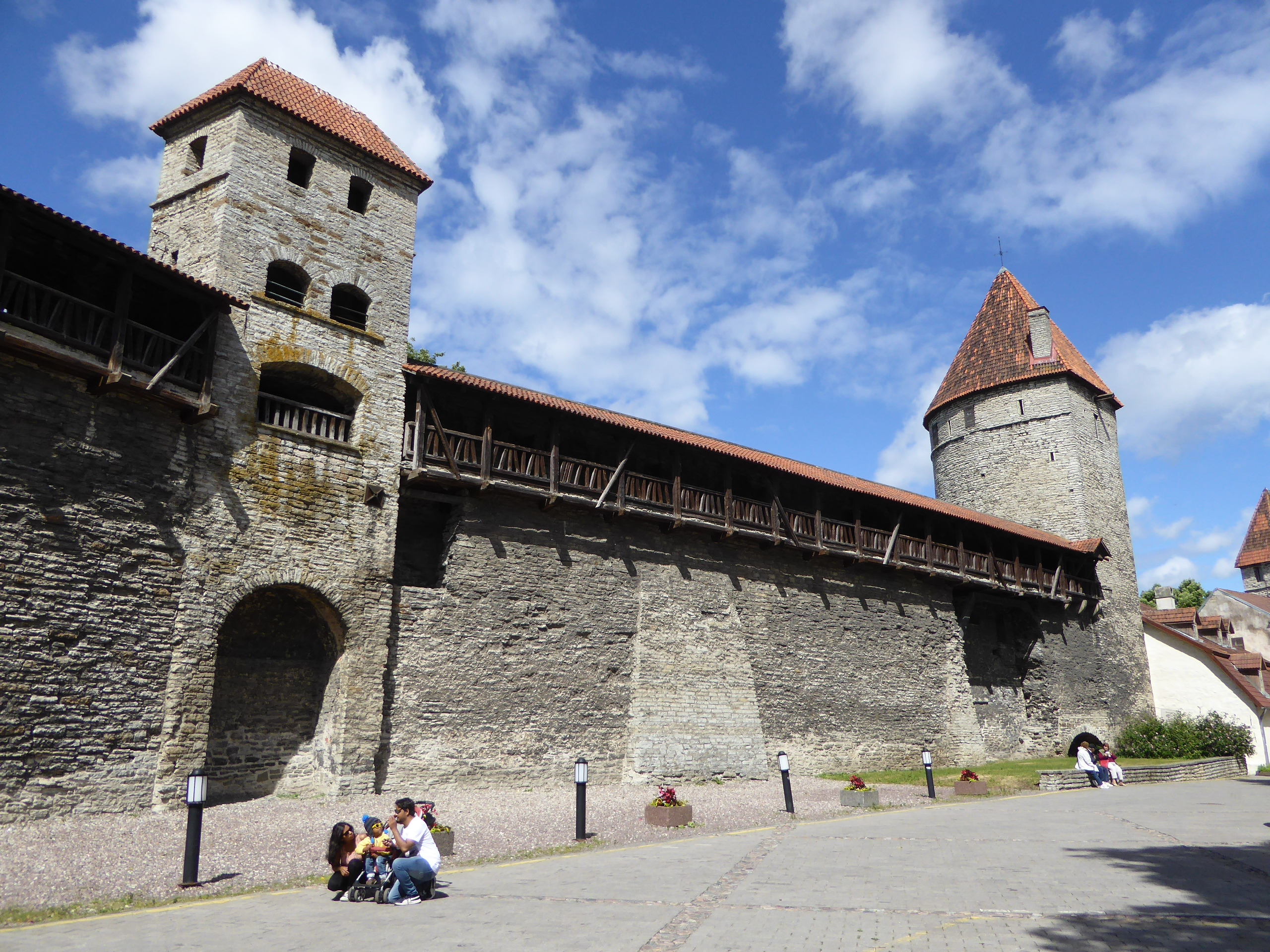
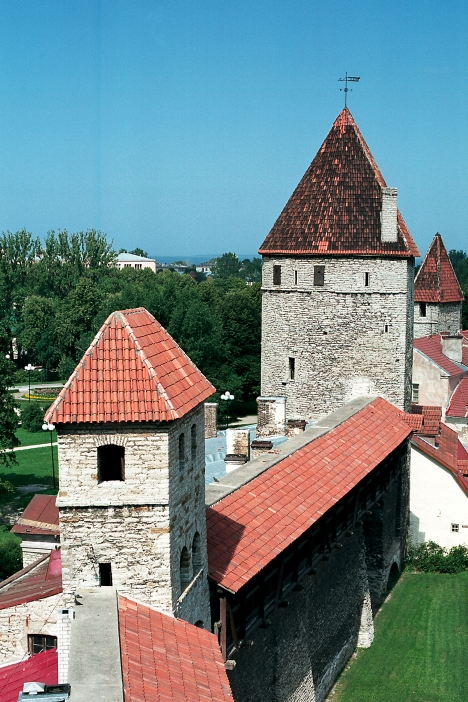
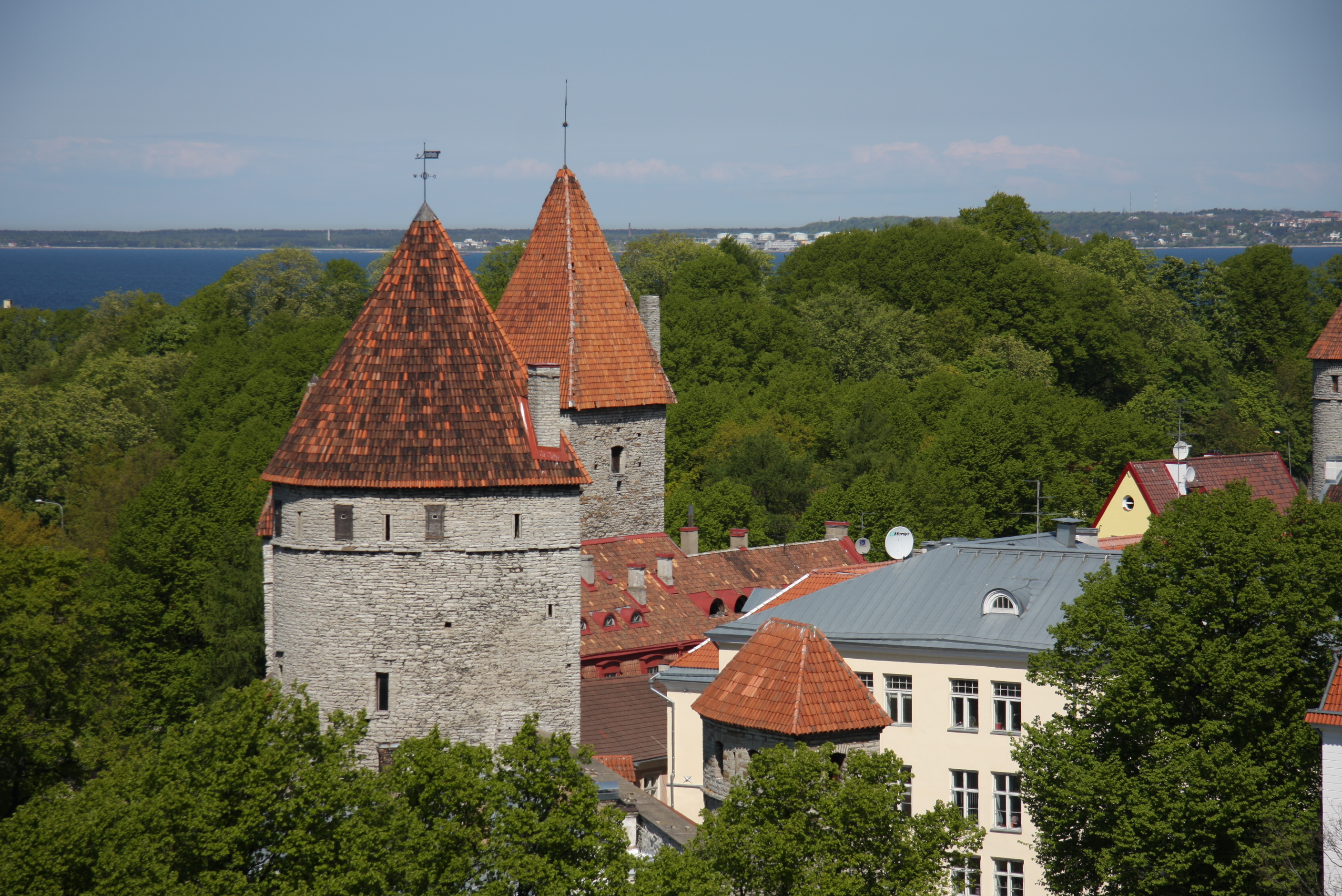